# El intendente Sansho
El Intendente Sansho (山椒大夫 / Sanshô dayû) es una película japonesa de 1954 dirigida por Kenji Mizoguchi. Ganadora del León de Plata en el Festival Internacional de Cine de Venecia de 1954. La película está basada en un cuento homónimo del escritor japonés Mori Ōgai, quien no llegó a conocer la adaptación cinematográfica ya que murió varias décadas antes del estreno.

## Argumento
Tamaki (Kinuyo Tanaka) viaja a través del Japón con sus dos hijos, Zushiô (Yoshiaki Hanayagi) y Anju (Kyōko Kagawa). Regresan a su pueblo natal tras muchos años, y recuerdan el momento en el que tuvieron que partir: su padre, gobernador del pueblo, cayó en desgracia por su trato justo hacia los campesinos. Durante ese camino van recordando las enseñanzas de su padre: los hombres son iguales y hay que apiadarse hasta de los enemigos. Una noche, se alojan en casa de una sacerdotisa, que ayuda a unos bandidos a raptar a los niños. Tamaki será vendida como prostituta, mientras los niños pasan a ser propiedad de Sansho, un cruel y miserable gobernador. El hijo de Sansho, se apiada de los niños, y les sugiere que oculten su verdadera identidad noble.

Tras diez años en la hacienda de Sansho, Zushiô parece haber olvidado las enseñanzas de su padre y es uno de los más crueles esbirros de Sansho. Anju, su hermana, sigue trabajando en malas condiciones y sufre cuando sabe de las acciones de su hermano. Un día llega una nueva trabajadora que canta una canción que habla de dos hijos perdidos y añorados: ésta confiesa a Anju, la hija de Tamaki, que una vieja prostituta de la isla de la que viene la cantaba. Por esa canción, Anju sabrá que su madre aún les recuerda.

Zushiô y Anju son obligados a llevar a una anciana moribunda a la montaña, para que sea devorada por las fieras y de ese modo no sea necesario enterrarla cuando muera. Anju incita a su hermano a que huya, mientras ella lo cubre. Zushiô carga con la moribunda y huye, mientras su hermana se inmola para evitar que la tortura le obligue a decir el lugar en el que su hermano se oculta. Los monjes budistas acogen a los fugitivos y los ocultan de sus perseguidores. La anciana moribunda se queda en el templo mientras Zushiô va a la ciudad a solicitar su libertad al Gobernador. Tras conocer su verdadera identidad, es reintegrado a su posición y nombrado alcalde, el mismo puesto que ocupó su padre, que murió un año antes. Como alcalde, promulga un decreto que da la libertad a todos los esclavos y acude a las tierras de Sansho para detenerlo, a pesar de que éste no está bajo su jurisdicción y depende directamente del emperador. Tras cumplir esa labor, dimite y se dirige a buscar a su madre, que vive ciega y abandonada.

## Reparto
| Actor             | Personaje                                   |
| ----------------- | ------------------------------------------- |
| Kinuyo Tanaka     | Tamaki                                      |
| Kyōko Kagawa      | Anju                                        |
| Eitarō Shindō     | Sanshō                                      |
| Yoshiaki Hanayagi | Zushiō                                      |
| Ichirō Sugai      | Minister of Justice                         |
| Ken Mitsuda       | Jefe Asesor del Emperador Morozane Fujiwara |
| Masahiko Tsugawa  | Zushiō como un muchacho                     |
| Masao Shimizu     | Masauji Taira                               |
| Chieko Naniwa     | Ubatake                                     |
| Kikue Mori        | Sacerdotisa                                 |
| Akitake Kōno      | Tarō                                        |
| Ryōsuke Kagawa    | Ritsushi Kumotake                           |